# John McFall
John Francis McFall (Glasgow, 4 de octubre de 1944) es un político británico que se desempeña como Lord Presidente de la Cámara de los Lores desde el 1 de mayo de 2021. Anteriormente fue vicepresidente de la Cámara de los Lores desde el 1 de septiembre de 2016 hasta el 30 de abril de 2021. Anteriormente fue miembro del Parlamento por el Partido Laborista y Cooperativo de 1987 a 2010, primero por Dumbarton y luego desde 2005 por West Dunbartonshire. También se desempeñó como presidente del Comité del Tesoro de la Cámara de los Comunes.
En 2021, McFall fue elegido como Lord Presidente para reemplazar a Norman Fowler.

## Primeros años de vida
McFall fue a una escuela de niños, St Patrick's Secondary School (desde que se fusionó con Notre Dame High School para formar Our Lady &amp; St Patrick's High School), en Hawthornhill Road en Castlehill, Dumbarton, y se fue sin ninguna calificación a los 15. Su padre era conserje de escuela y su madre tenía una tienda de periódicos, lo que despertó su (posterior) interés en cómo administrar negocios. Trabajó para el Departamento de Parques local en Dumbarton y luego en una fábrica.
A la edad de 24 años, estudió en Paisley College of Technology (ahora la Universidad del Oeste de Escocia ) recibiendo una licenciatura en Química. En 1977, quiso ampliar su conocimiento más allá de la ciencia y obtuvo una licenciatura de The Open University en Educación y Filosofía. Fue profesor de química y matemáticas entre 1974 y 1987 en Dumbarton, Kirkintilloch y Glasgow, y se convirtió en subdirector en Glasgow y secretario del Partido Laborista de su circunscripción antes de ingresar al Parlamento. Mientras era profesor, completó un curso a tiempo parcial durante tres años en la Universidad de Strathclyde para obtener un MBA. En 1994, se convirtió en profesor invitado en la Escuela de Negocios de la Universidad de Strathclyde y ahora es miembro del Consejo Asesor Estratégico de la Escuela de Negocios de la Universidad de Glasgow. Es miembro del Sindicato GMB.

## Carrera política
Fue elegido por primera vez para el distrito electoral de Dumbarton, Escocia, en las elecciones generales de 1987, después de que el parlamentario anterior, Ian Campbell, se retirara. Su mayoría original era un poco más de 2.000. El distrito electoral de Dumbarton fue reemplazado por el nuevo distrito electoral de West Dunbartonshire para las elecciones generales de 2005, que McFall ganó con una mayoría de más de 12.500.
En 1995, presentó un proyecto de ley de miembros privados, el Proyecto de ley (de protección) de mamíferos salvajes que, aunque no tuvo éxito, informó la Ley de caza de 2004 que prohibía la caza de mamíferos por parte de perros en Inglaterra y Gales.
Fue ministro látigo y subalterno (para Educación, Capacitación y Empleo, Salud y Relaciones Comunitarias, luego en 1999 para Economía y Educación) en la Oficina de Irlanda del Norte de 1998 a 1999.
En 2001 fue nombrado Presidente del Comité Selecto del Tesoro y reelegido para un segundo mandato en este cargo en 2005. El comité investigó la crisis bancaria y produjo evidencia de la cultura de los bonos, la falta de calificaciones bancarias entre muchos de los principales banqueros y la supervisión deficiente de la industria por parte de la Autoridad de Servicios Financieros .
El 29 de enero de 2010, McFall anunció su intención de retirarse como diputado en las elecciones generales de 2010.
El 17 de junio de 2010, fue creado como par vitalicio como Barón McFall de Alcluith, de Dumbarton en el condado de Dunbartonshire, y fue presentado en la Cámara de los Lores el 6 de julio de 2010.
Actualmente es el vicepresidente del Grupo Parlamentario de Todos los Partidos sobre el Desarrollo en el Extranjero (Apgood).
En julio de 2016, fue nombrado presidente de los comités de la Cámara de los Lores con efecto a partir del 1 de septiembre de 2016. Fue conocido como vicepresidente senior mientras ocupaba el cargo.
En abril de 2021, fue elegido Lord Presidente en sustitución de Lord Fowler.